# Rodney Stoke
Rodney Stoke is een civil parish in het bestuurlijke gebied Mendip, in het Engelse graafschap Somerset met 1326 inwoners.